# Anomis vulpicolor
Anomis vulpicolor là một loài bướm đêm thuộc họ Erebidae. Nó là loài đặc hữu của Oahu, Molokai và Hawaii.
Ấu trùng ăn Osteomeles anthyllidifolia.